# HD 101370
HD 101370，又名BD-15 3323，SAO 156819、HR 4491，是一颗恒星，视星等为6.19，位于銀經279.21，銀緯42.93，其B1900.0坐标为赤經11h 34m 46.9s，赤緯-16° 42.93′ 57″。